# Whidbeyho ostrov
Whidbeyho ostrov je největším z devíti ostrovů v okrese Island v americkém státě Washington. Leží přibližně 50 kilometrů severně od města Seattle mezi pevninou a Olympijským poloostrovem. Tvoří severní hranici Pugetova zálivu.
V roce 2000 na ostrově žilo 58 211 obyvatel, z nichž asi 29 tisíc žilo mimo větší města.
Ostrov je asi 56 kilometrů dlouhý (od severu k jihu) a někde až 19 kilometrů široký, jinde pouze dva a půl. Rozloha 436,85 km² z něj dělá čtyřicátý největší ostrov Spojených států. Co se týká pevninských států, jedná se o čtvrtý jak největší, tak nejdelší ostrov, před ním jsou pouze Dlouhý ostrov v New Yorku, texaský Kaplanův ostrov, který je největším bariérovým ostrovem světa a michiganský Královský ostrov v Hořejším jezeře. Ve státě Washington se jedná o největší ostrov, následuje ho ostrov Orcas.

## Historie
Před příjezdem osadníků ostrov obývali Dolní Skagitové, Swinomišové, Suquamišové, Snohomišové a další Indiánské kmeny. První Evropan k ostrovu dorazil roku 1790 a byla to španělská expedice vedená Manuelem Quimperem a Gonzalem Lópezem de Haro na lodi Princesa Real. O dva roky později ostrov důkladněji prozkoumal britský námořník George Vancouver a v květnu téhož roku jeho kolegové na expedici Joseph Whidbey a Peter Puget začali mapovat i okolní mořské oblasti, nyní známé jako Pugetův záliv. Poté, co Whidbey obeplul ostrov, Vancouver ho pojmenoval právě po něm.
Prvním osadníkem, který kdy na ostrově přespal se stal v květnu 1840 jeden katolický misionář.
Poručík Charles Wilkes, který vedl Wilkesovu expedici v roce 1841 připlul na lodi USS Vincennes do Pennovy soutěsky, na jejímž břehu našel největší Indiánskou osadu na Pugetově zálivu a také novou, 8 100 m² rozlehlou katolickou misii. Konec soutěsky pojmenoval Holmesova zátoka po svém vojenském lékaři Silasi Holmesovi.

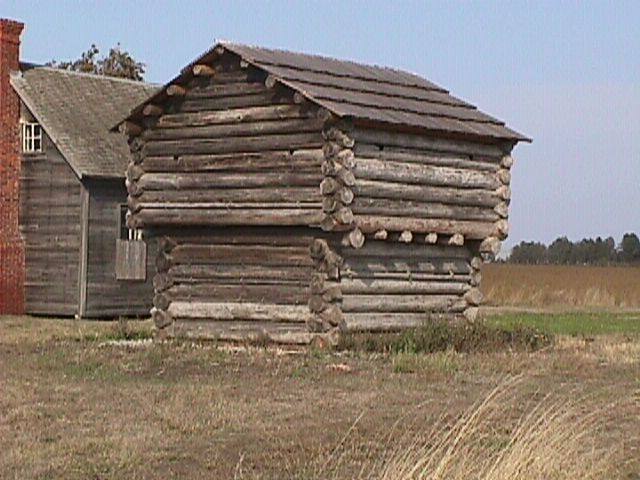
Srub v národní historické rezervaci Ebey's Landing

V roce 1850 se plukovník Isaac N. Ebey stal prvním permanentním bělochem obývajícím ostrov, když si vyžádal 2,6 km² prérie na pobřeží úžiny Admiralty. Na své půdě pěstoval brambory a pšenici, také byl poštmistrem ve městě Port Townsend, do kterého denně pádloval přes zátoku, aby mohl pracovat na tamní poště. V srpnu 1857 ve věku 39 let zabili plukovníka a sťali mu hlavu Haidové, kteří sem cestovali z ostrovů královny Šarloty. Ebey byl zabit v pomstě za náčelníka, který ztratil svůj život v nedalekém Port Gamblu. V roce 1942 byla severozápadně od Coupevillu postavena vojenská základna Fort Ebey, která nesla název právě po plukovníkovi.
Na půdě státního parku Fort Casey se kromě vojenské instalace nachází také maják Admiralty Head Light. Území okolo města Coupeville je chráněno jako národní historická rezervace Ebey's Landing, která je také pojmenovaná po americkém plukovníkovi.
V roce 1984 se na ostrově odehrálo násilné střetnutí mezi představiteli zákona, bílými nacionalisty a vůdcem organizovaného zločinu Robertem Mathewsem, kterého zde zabili agenti FBI. Při výročí jeho smrti se na místě úmrtí scházejí ti, kteří kráčí v jeho šlépějích.

## Vláda
Whidbeyho ostrov, Caamañův ostrov, ostrov Bena Ureho a dalších šest neobydlených ostrovů tvoří okres Island. Okresním městem je Coupeville, které se nachází na Whidbeyho ostrově.
Populačními centry ostrova jsou začleněná města Oak Harbor, Coupeville a Langley, nezačleněné vesnice Freeland a Clinton a nezačleněné obce Greenbank a Bayview.

## Ekonomika
Ostrov je dělen do dvou ekonomicky odlišných regionů – na sever, kde se nachází největší město Oak Harbor a Námořní letecká stanice Whidbey Island, a na zbytek ostrova. Zatímco ekonomika severní části spadá většinou do služeb a závisí na největším zaměstnavateli v Oak Harboru, kterým je právě letecká stanice, a tak se tam nachází i několik národních obchodních řetězců, jižní část ostrova je závislá na cestovním ruchu, zemědělství a umění.

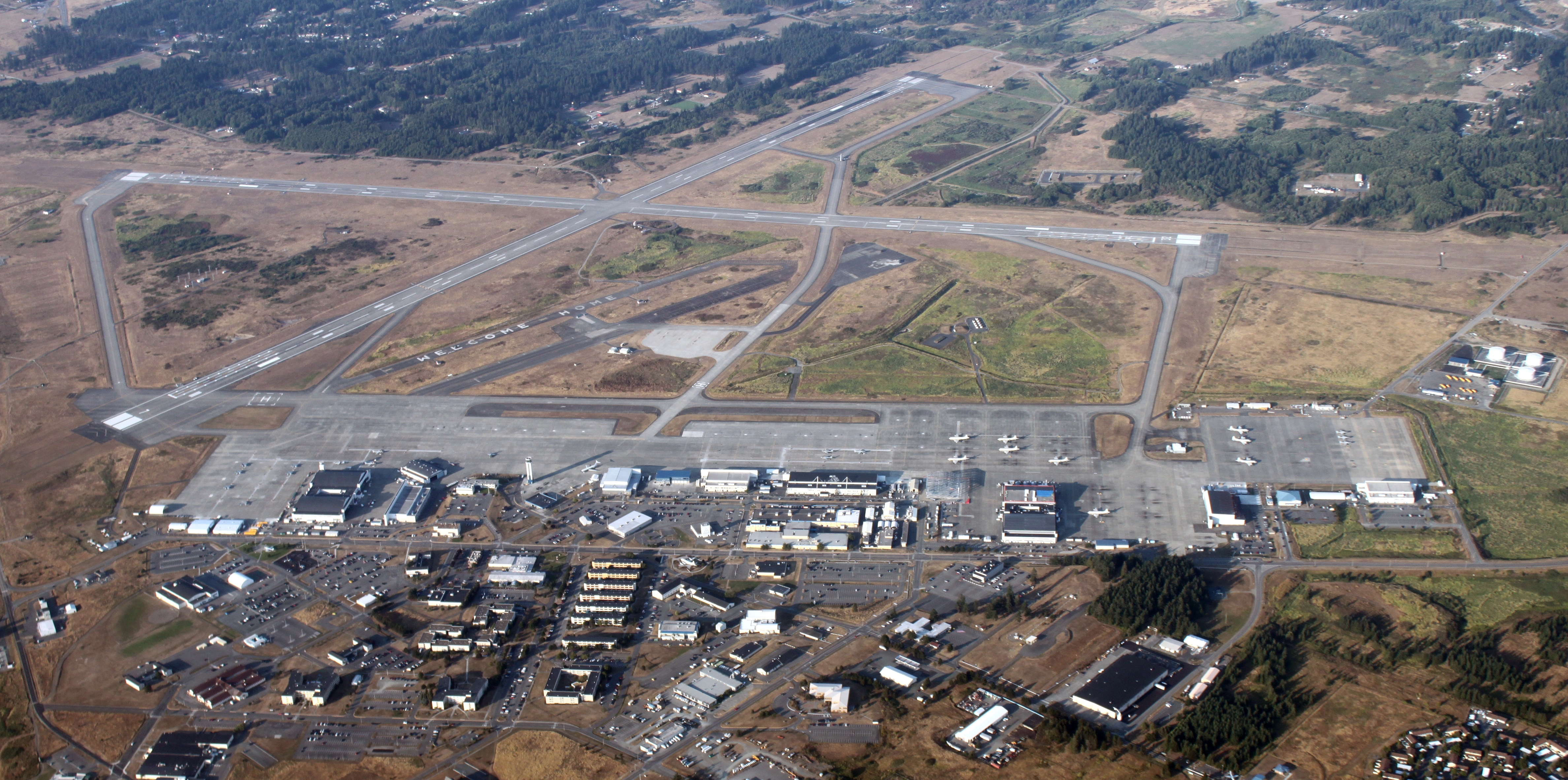
Letecký pohled na námořní leteckou stanici Whidbey Island

Cestovní ruch je důležitým faktorem jak pro Whidbeyho ostrov, tak pro Caamañův ostrov. Turisticky jsou orientovaná především města Oak Harbor, Coupeville, Freeland a Langley. Coupeville je známý svou škeblí farmu na pobřeží Pennovy zátoky, která vyváží velké množství zdejších velice známých škeblí. Toto zázemí společně s dalšími malými farmami přesně odráží důležitost zemědělství ve střední části ostrova.
Ostrov je domovem mnoha umělců, a tak je nazýván největší uměleckou kolonií v Pugetově zálivu. Žijí zde známí malíři, sochaři, umělečtí skláři a truhláři, fotografové, spisovatelé, herci, básníci nebo hudebníci.
Jižní část ostrova navíc slouží také jako bydliště pro ty, kteří dojíždějí za prací do Everettu, kde se nachází hlavní továrna Boeingu, a do Seattlu. Tito lidé využívají státního systému trajektů Washington State Ferries, který provozuje linku mezi Clintonem a Mukilteem.

## Geografie
Někteří obyvatelé ostrova jej nazývají nejdelším ostrovem v pevninských Spojených státech, což ale není pravda. Čtyři jezera patří do vnitřního hydrologického systému ostrova. Jedná se o Brusinkové jezero ve státním parku Klamný průliv, Jelení jezero a nedaleko Langley také Trestné jezero a Osamělé jezero.

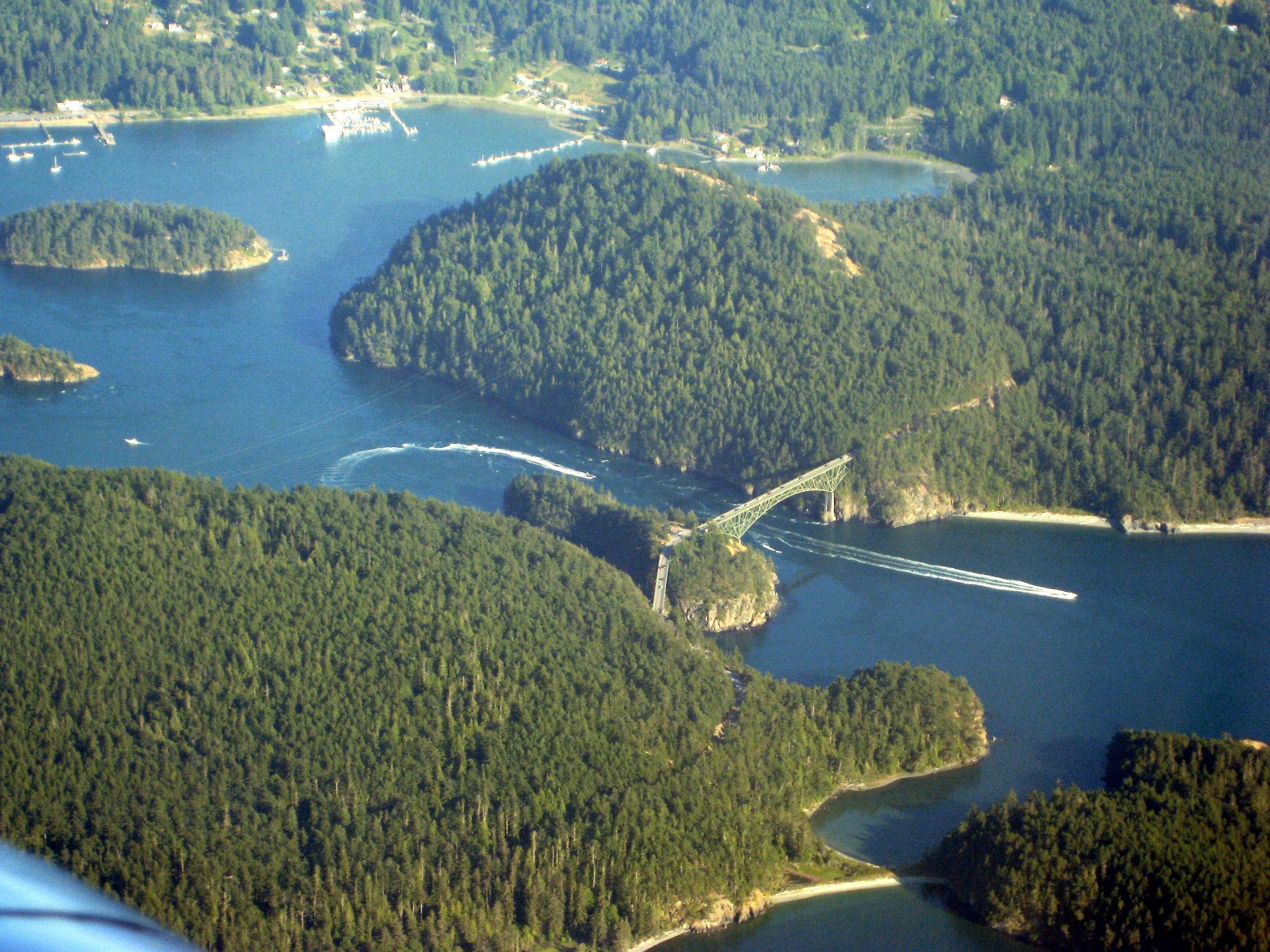
Letecký pohled na Klamný průliv

## Parky a rezervace
Na ostrově se nachází národní historická rezervace Ebey's Landing, která byla první národní historickou rezervací, kterou Správa národních parků založila za účelem ochrany venkovské historie a kultury ostrova a vzácných a citlivých rostlin.
Státními parky na ostrově jsou Deception Pass, Státní park Josepha Whidbeyho, Fort Ebey, Fort Casey, Possession Point a Jižní Whidbeyho ostrov. Na ostrově se také nachází několik okresních parků.

## Klima
Ostrov leží částečně ve srážkovém stínu Olympijského pohoří a obsahuje různá klimatická prostředí. Zatímco srážky na jihu ostrova dosahují průměrně 760 mm, na severu to je 660 mm a ve středu pouze 460 mm až 510 mm ročně. Na ostrově také převažují mikroklimata, jejichž charakter závisí na blízkosti k vodě, nadmořské výšce a panujících větrech. Ostrov je různorodý také co se týče typu půdy. Zatímco na jihu převažují písečné jíly a štěrkovité půdy, sever oplývá horninami.

## Ekologie

### Flora
I vegetace se liší podle toho, kde na ostrově se vyskytuje. Na jihu ostrova je podobná té, která se nachází na pevnině. Hlavními stromy zde jsou douglaska, Alnus rubra, Acer macrophyllum, zerav obrovský a jedlovec západní. V porovnání se západem pevninského Washingtonu se zde nevyskytuje javor okrouhlolistý, pokud zde nebyl uměle vysázen. Mezi nižší rostliny patří Vaccinum ovatum, mahónie cesmínolistá, bez, libavka shalon, Holodiscus discolor a různé druhy kopřiv. Mezi hojné uměle vysázené rostliny patří náprstník, břečťan a cesmína.
Na severu ostrova převažují vyšší subdruhy mahónie cesmínolisté, zatímco Vaccinum ovatum zde nahrazuje příbuzná brusnice drobnolistá. Hojně se zde vyskytuje Rhododendron macrophyllum a mezi opadavé dřeviny patří Quercus garryana (angl. Garry Oak – původ jména města Oak Harbor) a planika. Mezi jehličnany zde dominují jedle obrovská, smrk sitka a borovice pokroucená.
Na ostrově se nachází tři prérijní oblasti – Smithova, Crockettova a Ebeyho. Na svazích nedaleko Partridge Pointu se nečekaně vyskytují opuncie.

### Fauna
Plejtvákovec šedý migruje v březnu a dubnu mezi Whidbeyho a Caamañovým ostrovem, kde může být spatřen z lodě i z břehu. Vody nedaleko ostrova využívá také kosatka dravá.

## Vzdělání

### Veřejné školní okrsky

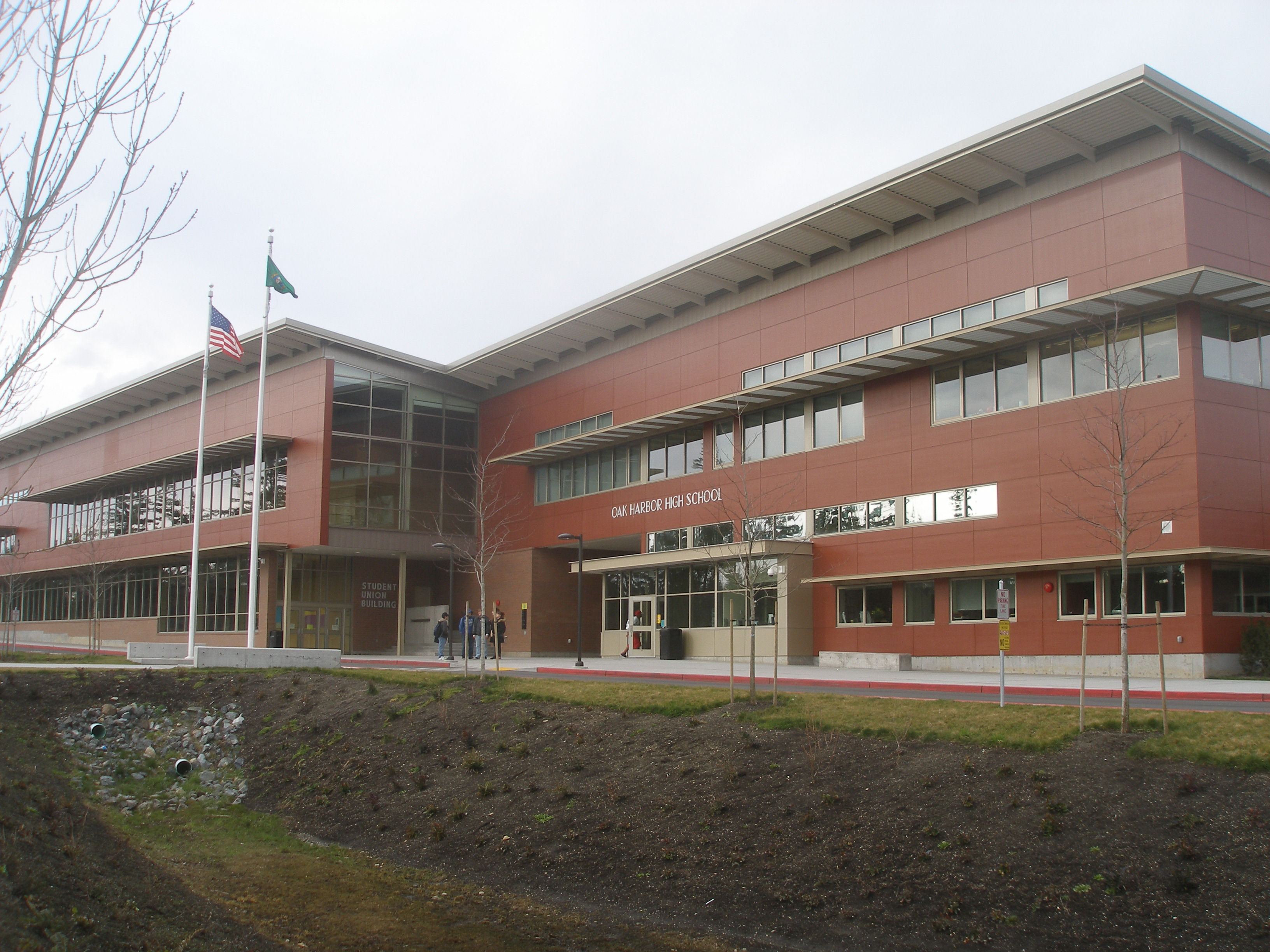
Střední škola Oak Harbor High School

Na ostrově existují tři veřejné školní okrsky (school districts). Oak Harbor School District obsahuje střední školu Oak Harbor High School, jednu alternativní střední školu, dvě prostřední školy a pět základních škol. Ve státní meziškolní sportovní asociaci má střední škola v Oak Harboru klasifikaci 4-A.
Coupeville School District obsahuje obce Coupeville a Greenbank, nachází se v něm jedna střední, jedna prostřední a jedna základní škola. Ve státní meziškolní sportovní asociaci má střední škola v Coupevillu klasifikaci 1-A.
South Whidbey School District obsluhuje jižní část ostrova, ve které se nachází obce Freeland, Clinton, Bayview a Langley. Nachází se zde jedna střední škola, jedna alternativní střední škola, jedna prostřední škola od 6. do 8. třídy, jedna prostřední škola od 3. do 5. třídy, jedna základní škola do 2. třídy a ostrovní akademie, která pokrývá všechny ročníky od školky až po maturitu. Ve státní meziškolní sportovní asociaci má střední škola South Whidbey klasifikaci 2-A.

### Vysoké školy
Skagit Valley College má kampus v Oak Harboru a jeden omezený kampus na jihu ostrova. Seattle Pacific University vlastní Camp Casey (bývalé kasárny pro sousední Fort Casey) nedaleko Coupevillu, kde ubytuje některé studenty.

## Infrastruktura

### Doprava

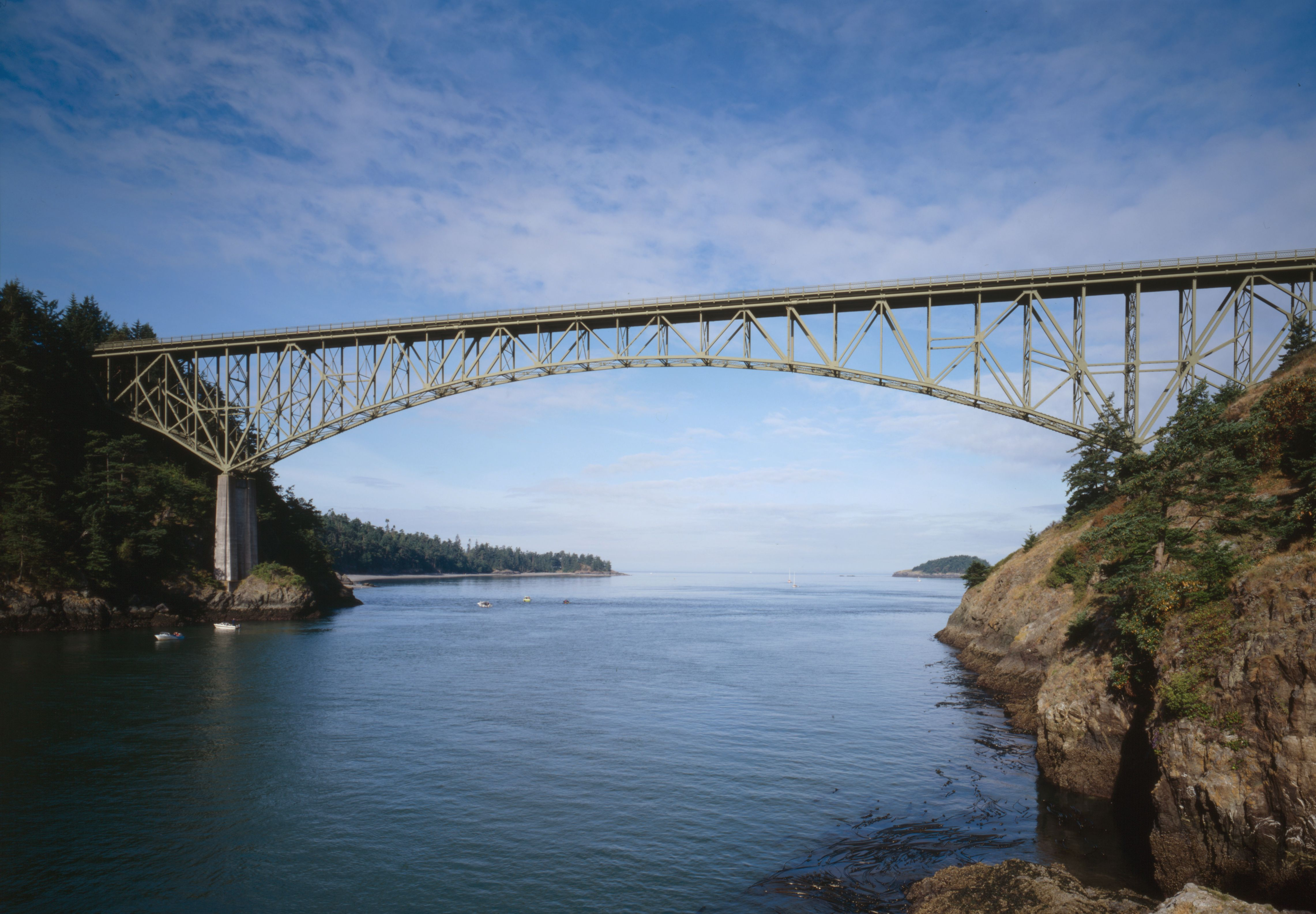
Most přes Klamný průliv

Jediným mostem, který vede na ostrov, je Deception Pass Bridge na Washington State Route 20, který spojuje sever ostrova a Fidalgův ostrov. Most byl postaven v roce 1935, před tím zde jedenáct let jezdila loď. Moderní trajektová obslužnost je dostupná na stejné silnici mezi Coupevillem a Port Townsendem a na Washington State Route 525 mezi Clintonem a Mukilteem.
Na ostrově existuje rozlehlý systém okresních silnic, které všechny vedou k jedné z páteří silniční dopravy na ostrově, kterými jsou právě silnice č. 20 a č. 525. Jsou také jedinými národně uznávanými scénickými silnicemi na ostrově v USA, a tak mají i své jméno Whidbey Island Scenic Isle Way.

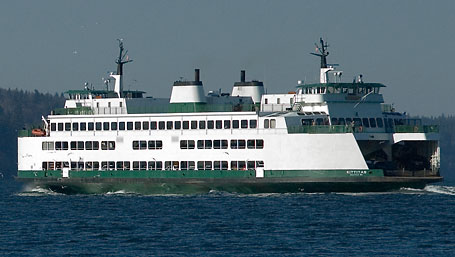
Loď MV Kittitas, která spojuje Clinton s Mukilteem

Hromadnou dopravu poskytuje společnost Island Transit, jejíž služby jsou hrazeny z 60% výdělků z jednoprocentní okresní obchodní daně, tudíž jsou pro cestující bezplatné. Na ostrově existuje deset linek, zatímco pouze čtyři z nich jsou v provozu i v sobotu, ale žádná v neděli ani o svátcích.
Na ostrově se nachází dvě veřejná letiště. 3 kilometry jihozápadně od Langley se nachází Whidbey Air Park se 750 metrů dlouhou ranvejí. 5 kilometrů jihozápadně od Oak Harboru se nachází letiště A. J. Eisenberga, jehož ranvej je 995 m dlouhá. K tomu se na ostrově vyskytuje přibližně šest soukromých nezpevněných letišť. V roce 2006 začala komerční spoje na letiště A. J. Eisenberga provozovat společnost Kenmore Air, která je ale zrušila počátkem roku 2009.

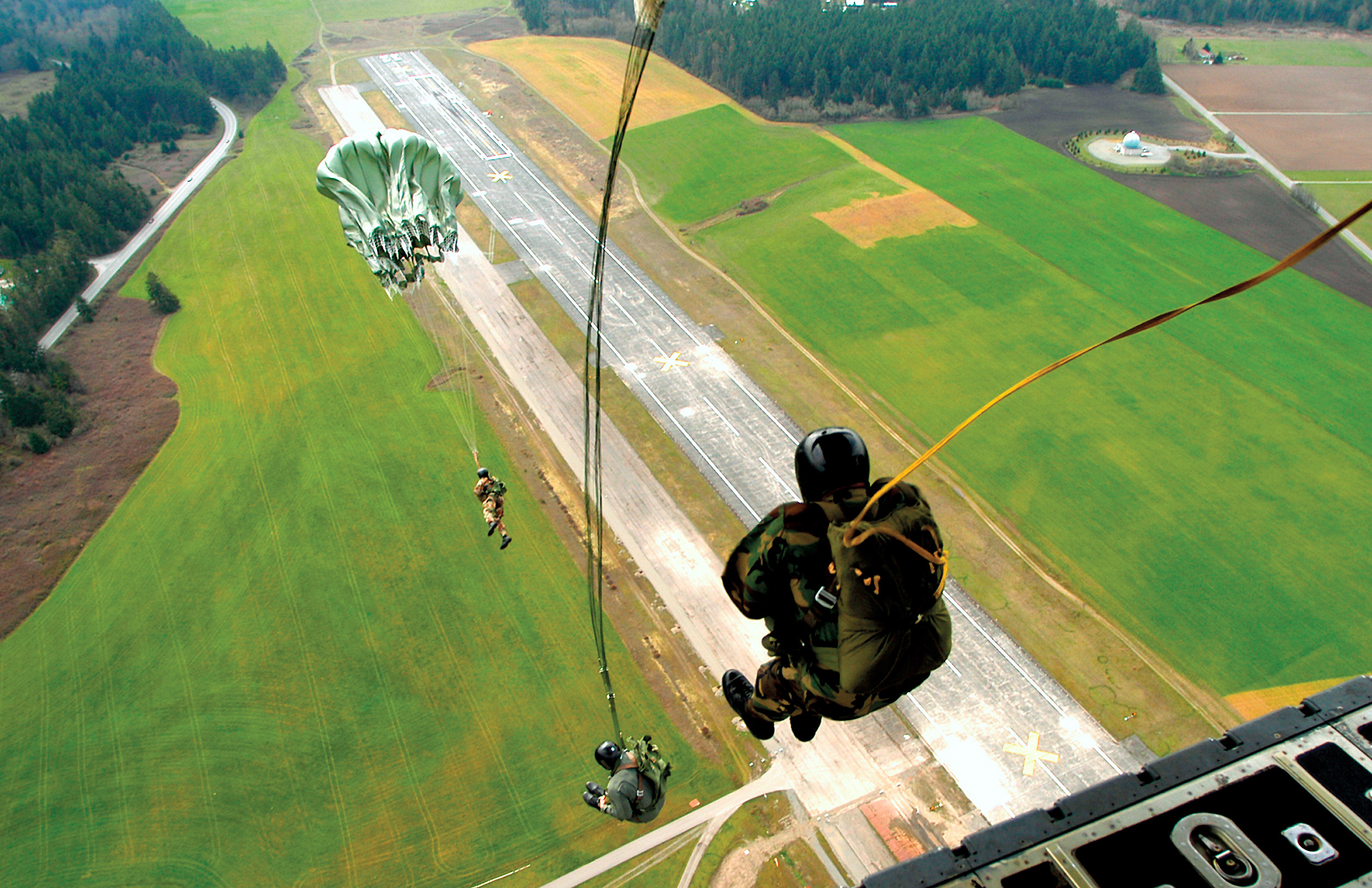
Vojenští parašutisté při výcviku nad OLF nedaleko Coupevillu

Námořnictvo Spojených států amerických na ostrově provozuje dvě letiště. Největším je dvouranvejové letiště na námořní letecké stanici Whidbey Island severně od Oak Harboru. Námořnictvo také provozuje letecké výcvikové zázemí Odlehlé námořní letiště Coupeville jen kousek jihovýchodně od Coupevillu. Námořnictvo pojmenovalo loď USS Whidbey Island po ostrově.

### Zdravotní systémy
Whidbey General Hospital je regionální okresem provozovanou nemocnicí na ostrově. Nachází se v Coupevillu, ale má kliniky také v Oak Harboru a Clintonu. Námořní letecká stanice nedaleko Oak Harboru nabízí omezené zdravotní služby vojenským příslušníkům, veteránům a jejich rodinným příslušníkům.

## Obce
Seřazeno od severu k jihu:
- Deception Pass
- Oak Harbor
- West Beach
- San de Fuca
- Coupeville – okresní město
- Keystone
- Admiral's Cove
- Lagoon Point
- Greenbank
- Langley
- Freeland
- Bayview
- Clinton
- Maxwelton
- Glendale